# Edwin Land
Edwin Herbert Land (Bridgeport (Connecticut), 7 mei 1909 – Cambridge (Massachusetts), 1 maart 1991) was een Amerikaans natuurkundige en ondernemer. Op zijn lange lijst van ontdekkingen en uitvindingen staat onder meer een goedkoop polarisatiefilter, de polaroidcamera en zijn retinextheorie van kleurenzicht.

## Biografie
Edwin werd geboren als zoon van Harry Land en Matha Goldfaden. Zijn vader was eigenaar van een schroothandel. Na zijn opleiding aan de Norwich Free Academy in Norwich begon hij een studie scheikunde aan de Harvard-universiteit, maar hij maakte die studie niet af. Zijn interesse voor gepolariseerd licht was zo groot dat hij zijn studie al na één jaar voortijdig beëindigde, om zelfstandig dit fenomeen verder te bestuderen.

### Polarisatiefilter
In New York ontwikkelde hij in 1928 het eerste synthetische lichtpolarisatiefilter. Omdat hij aan geen enkele onderwijsinstelling of bedrijf verbonden was kon hij niet beschikken over een goed uitgerust laboratorium. Daarom gebruikte hij clandestien in de avonduren het laboratorium van de Columbia-universiteit.
In 1929 trad Land in het huwelijk met Helen Terre Maislen uit Hartford. Samen kregen ze twee dochters: Jennifer Land Dubois en Valerie Land Smallwood.
Na een korte terugkeer bij Harvard richtte hij in 1932 zijn eigen laboratorium op, samen met zijn natuurkunde docent van Harvard George Wheelwright. In de Land-Wheelwright Laboratories deed hij onderzoek naar en de productie van polarisatiefilters. Al snel vonden deze hun toepassing in zonnebrillen en fotocamera's.
In 1937 richtte hij de Polaroid Corporation op voor de verdere ontwikkeling van zijn filters en startte onder de handelsnaam Polaroid de productie hiervan. Omstreeks 1941 had hij verschillende polarisators ontwikkeld. Tijdens de Tweede Wereldoorlog had zijn onderzoek vooral militaire doeleinden, waaronder een 3D-techniek om luchtfoto's te maken van gecamoufleerde vijandelijke posities tijdens verkenningsvluchten. Na de oorlog werd Land benoemd tot wetenschappelijk adviseur van Dwight Eisenhower.

### Polaroidcamera
Hij begon aan de ontwikkeling van een polaroidcamera naar aanleiding van een vraag in 1943 van de toen 3-jarige dochter Jennifer, die wilde weten waarom foto's niet meteen klaar waren nadat ze genomen waren. In korte tijd daarop bedacht Land het basisprincipe van de instantfotocamera. In 1946 was het prototype klaar en twee jaar later lagen de eerste polaroidcamera's in de winkel.
Vanaf 1963 werd het Polacolor-systeem op de markt gebracht, een fotocamera waarmee binnen een minuut een kleurenafdruk van een foto gemaakt kon worden. Een jaar later rolde de vijf miljoenste polaroidcamera van de band. In 1972 bereikte Land zijn uiteindelijk doel: de SX-70 polaroidcamera. Daar waar bij vorige camera's nog handmatige handelingen nodig waren was de SX-70 de eerste volautomatische directklaarcamera.

### Latere leven
In 1977 werd het eerste directklaar systeem voor bewegende filmbeelden op de markt gebracht: Polavision. Ondanks de overweldigde successen van zijn directklaar Polaroidcamera’s liep dit systeem uit op een financiële ramp. Als reactie hierop trad Land af als directeur van Polaroid. Desondanks bleef hij zeer actief als uitvinder. Zo kreeg hij in 1977 zijn vijfhonderdste patent toegekend en werd zijn naam opgenomen in de Amerikaanse National Inventors Hall of Fame. Op Thomas Edison na heeft Land de meeste Amerikaanse octrooien op zijn naam staan.

## Erkenning
Edwin Land heeft voor zijn werk verschillende prijzen gewonnen, waaronder:
- Elliott Cresson Medal, Franklin Institute, 1937
- Rumford-Prijs, American Academy of Arts and Sciences, 1945
- Duddell Medal, Physical Society of Great Britain, 1949
- Potts Medal, Franklin Institute, 1956
- National Medal of Science, 1967
- National Medal of Technology, 1988